# Agallia robustus
Agallia robustus är en insektsart som beskrevs av Singh-pruthi 1930. Agallia robustus ingår i släktet Agallia och familjen dvärgstritar. Inga underarter finns listade i Catalogue of Life.